# زمین سنج کلیپئاتا
زمین سنج کلیپئاتا (نام علمی: Zythos clypeata) نام یک گونه از سرده زمین‌سنج‌های زیتوس است. این گونه در فیلیپین یافت می‌شود. پهنای بال‌های این گونه ۳۳تا۳۴ میلی‌متر است.